# Biviers
Biviers este o comună în departamentul Isère din sud-estul Franței. În 2009 avea o populație de 2.354 de locuitori.

## Evoluția populației
| An        | 1975  | 1982  | 1990  | 1999  | 2006  | 2009  |
| --------- | ----- | ----- | ----- | ----- | ----- | ----- |
| Populație | 1.733 | 2.147 | 2.258 | 2.383 | 2.360 | 2.354 |